# Sabinów (Częstochowa)
Sabinów – osiedle w Częstochowie położone nad Konopką. Pod względem administracyjnym znajduje się na pograniczu Błeszna, Dźbowa i Stradomia.
W latach 50. XX wieku w Sabinowie, znajdującym się wówczas na przedmieściach Częstochowy, powstały Zakłady Górniczo-Hutnicze „Sabinów”. Zakłady te zajmowały się prażeniem rudy żelaza z pobliskich kopalń, z którymi były połączone siecią linii kolejowych. Funkcjonowały do przełomu lat 70. i 80. Po likwidacji kopalń piece prażalnicze zostały adaptowane do wypalania wapna.
Na Sabinowie funkcjonuje rzymskokatolicka parafia Nawrócenia Świętego Pawła.

## Bloki Sabinowskie
Rejestr SIMC oprócz Sabinowa wyróżnia także część miasta o nazwie Bloki Sabinowskie (nr 0930880). Położona jest ona w południowej części Sabinowa, wzdłuż ulicy Żyznej.  W administracji kościelnej ta część miasta należy do parafii Wniebowstąpienia Pańskiego w Brzezinach Wielkich.